# Hydriomena simeon
Hydriomena simeon är en fjärilsart som beskrevs av William Schaus 1922. Hydriomena simeon ingår i släktet Hydriomena och familjen mätare. Inga underarter finns listade i Catalogue of Life.